# 인디아 에르
인디아 에르(India Hair, 1987년 ~ )는 프랑스의 배우이다. 2013 뤼미에르상 신인여우상 공동 수상자이다.

## 출연 작품
- 까밀 리와인드 (2012)
- 스테잉 버티컬 (2016)
- 음치 로렌 (2017, Lorraine ne sait pas chanter)
- 주둥이들 (2020, Mandibules)
- 쾌활한 소녀 (2021, Une jeune fille qui va bien)
- 라인 (2022, La Ligne)
- 앵그리 애니 (2022, Annie colère)
- 잔 뒤 바리 (2023)